# Veijo Tahvanainen
Veijo Tahvanainen, född den 27 september 1938 i Ilomants, är en finländsk orienterare som tog silver i stafett vid VM 1968.